# Faradje
Faradje ist eine Stadt in der Provinz Haut-Uele im äußersten Nordosten der Demokratischen Republik Kongo. Sie liegt am Fluss Dungu und ist Verwaltungszentrum des gleichnamigen Territoriums Faradje.
Die Stadt hat unbefestigte Straßen, darunter die Route Provinciale RP420, eine Polizeistation und einen Markt. Weiterhin verläuft die Nationalstraße 26 durch den Ort. Es gibt eine kleine Landebahn (ICAO-Code: FZJK).
Der Zugang zum Nationalpark Garamba liegt in der Nähe von Faradjé.

## Geschichte
Ab Mitte der 1890er Jahre war die Gegend um Faradje Schauplatz von Truppenbewegungen und Kämpfen zwischen arabischen Sklavenhändlern, Mahdisten, ehemaligen Söldnern Emin Paschas und regulären Truppen der Force Publique des Kongo-Freistaats.
Im Zuge dieser Ereignisse gründete der belgische Offizier Jules Alexandre Milz Ende 1892 eine Kolonialstation in Faradje.
Am 25. Dezember 2008 griffen Rebellen der Lord’s Resistance Army (LRA), die vor einer multinationalen Militäroffensive flohen, Faradje an und töteten 40 Menschen. Die Angriffe wurden in den nächsten zwei Tagen auch die umliegenden Dörfer Doruma und Durba ausgeweitet, was weitere 149 Menschen das Leben kostete. Die meisten Opfer waren Frauen und Kinder, die außerdem zerstückelt wurden. Im Januar und Februar 2011 griff die Lord’s Resistance Army erneut Menschen in den Gebieten Dungu, Faradje, Niangara und Watsa an, was zur Folge hatte, dass 33.000 Menschen vertrieben wurden. Aufgrund der schwachen Reaktion der staatlichen Sicherheitskräfte kehrten die Menschen nur langsam in die Region zurück.